# Leonardo Abela
Leonardo Abela (Mdina, 1541 – Roma, 2 maggio 1605) è stato un vescovo cattolico maltese.

## Biografia
Nato nell'isola di Malta nel 1541, era membro di una nobile famiglia locale e fu avviato in giovane età alla carriera ecclesiastica; oltre agli studi prettamente teologici, si dedicò anche all'apprendimento di varie lingue, tra cui l'ebraico, il caldeo, il siriaco e l'arabo. Divenuto canonico, il 20 giugno 1578 fu nominato vicario generale da papa Gregorio XIII. Trasferitosi a Roma subito dopo la nomina di Tomás Gargal, nuovo vescovo di Malta, nomina avvenuta l'11 agosto dello stesso anno, fu apprezzato per le sue capacità dal cardinale Giulio Antonio Santori, protettore degli Orientali, il quale, a partire dal 1581, stava pensando ad una missione in Oriente per l'unione a Roma delle Chiese orientali, vista anche la contemporanea presenza a Roma del patriarca dei giacobiti, Ignazio Na'matallah; parve naturale pensare ad Abela come legato per tale missione in virtù delle sue capacità linguistiche; ma il progetto non vide la luce.
Il 20 luglio 1582 fu nominato vescovo di Sidone e fu ordinato il 19 agosto dal cardinale Santori. Il 12 marzo 1583 partì da Roma per Aleppo, via Venezia, e giunse a destinazione il 16 luglio, riuscendo a entrare in contatto con le numerose Chiese dell'Oriente cristiano; in particolare con i nestoriani, con i melchiti, con gli armeni e i giacobiti. Con questi ultimi le trattative non si conclusero positivamente, nonostante un promettente inizio, a causa del rifiuto dell'accettazione delle decisioni del concilio di Calcedonia. Durante la missione si occupò anche di raccogliere numerosi manoscritti orientali, che formarono il più antico fondo della Biblioteca apostolica vaticana.
Rientrato a Roma nel febbraio 1587, il 19 aprile dello stesso anno portò a papa Sisto V la sua Relazione di quanto ha trattato il vescovo di Sidone nella sua missione in Oriente. Rimasto in ottimi rapporti col cardinale Santori, continuò ad occuparsi di politica del Medio Oriente. Nel frattempo fu promosso vice-vicario di Roma al tempo del governatorato del cardinale Girolamo Rusticucci.
Nel 1593 fece parte della commissione, che si era costituita per verificare la possibilità di una edizione poliglotta della Bibbia; nel 1594 e nel 1597 prese parte alle trattative svolte per unificare la Chiesa copta con quella cattolica.
Morì a Roma il 2 maggio 1605 e fu sepolto nella Basilica di San Giovanni in Laterano.

## Genealogia episcopale e successione apostolica
La genealogia episcopale è:
- Cardinale Scipione Rebiba
- Cardinale Giulio Antonio Santori
- Vescovo Leonardo Abela

La successione apostolica è:
- Vescovo Juan Orozco Covarrubias y Leiva (1594)